# Elecciones municipales de Nicaragua de 2008
Las elecciones municipales de Nicaragua de 2008 se realizaron el domingo 9 de noviembre. Unos cuatro millones de votantes debían elegir a los alcaldes y concejales para 146 municipios. Siete municipios de la Región Autónoma de la Costa Caribe Norte no participaron en estas elecciones ya que fueron afectados por el huracán Félix en septiembre de 2007, las elecciones en estas regiones fueron finalmente realizadas el domingo 18 de enero de 2009.

## Campaña
Los opositores al gobierno sandinista presidido por Daniel Ortega consideraron que estas elecciones eran una oportunidad para demostrar su descontento contra el gobierno nacional.
Por su lado, como parte de la campaña, los sandinistas regalaron casas, créditos, etc. a sus partidarios y a gente de bajos recursos. Además, fumigaron casas y bajaron el costo de la electricidad y el arroz.
En las elecciones municipales de 2004, los sandinistas obtuvieron 87 de los 152 municipios en juego en aquel entonces. Las encuestas para las elecciones del 2008 no eran consideradas exactas, ya que muchas personas se habían negado a expresar su opinión por miedo a represalias.
Una de las alcaldías más codiciadas por ambos bandos era la ciudad de Managua. Los candidatos sandinista y opositor eran el exboxeador Alexis Argüello y el excanciller Eduardo Montealegre, respectivamente.
Otras fuerzas políticas que compitieron fueron la Alianza Liberal Nicaragüense (ALN), Alternativa para el Cambio (AC) y el Partido Resistencia Nicaragüense (PRN).

## Desarrollo
El Consejo Supremo Electoral se negó a acreditar a los observadores tradicionales, nacionales o extranjeros, incluyendo a la OEA o a los grupos Ética y Transparencia, IPADE, y Hagamos Democracia. El Consejo Supremo Electoral rechazó estos organismos porque alegaba que no eran neutrales. Emmet Lang, magistrado sandinista del CSE, declaró que «los organismos que se pronuncien y tengan sesgo político no son observadores electorales», haciendo referencia a Ética y Transparencia y el IPADE. En su lugar invitó a un llamado "consejo de expertos" de 12 naciones de la región, donde destaca el CEELA, el Protocolo de Tikal y el Protocolo de Quito.
Para las elecciones, se establecieron unas 11.308 juntas receptoras en 4.047 centros de votación. Fueron desplegados unos 13.800 polícias y 8.000 soldados del ejército. Los resultados preliminares no fueron entregados hasta un poco antes de la medianoche del 10 de noviembre, hora local.
A las 4 de la tarde, hora local, varios simpatizantes sandinistas salieron a celebrar con anticipación su supuesta victoria en Managua. Por su parte, el PLC declaró que obtendría 18 puntos de ventaja sobre los sandinistas en la capital nicaragüense.

## Resultados de las principales municipalidades de Nicaragua
| Alcalde         | Partido político | Municipio | Porcentaje obtenido |
| --------------- | ---------------- | --------- | ------------------- |
| Alexis Argüello | FSLN             | Managua   | 51.88%              |
| Manuel Calderón | FSLN             | León      | 51.72%              |

## Consecuencias
Después de entregarse resultados preliminares que lo daban por perdedor, el candidato opositor a la alcaldía de Managua, Eduardo Montealegre, declaró que se estaba generando un «intento de fraude», y le pidió al Presidente Ortega que «no siga interviniendo en los asuntos del Poder Electoral». En los días siguientes, simpatizantes de los sandinistas y liberales se enfrentaron en las calles de Managua, generando disturbios que, según la Agencia EFE, han ocasionado la muerte de dos personas y han herido a otras seis. Sin embargo, según la agencia Prensa Latina, un portavoz de la Policía Nacional desmintió la muerte de alguna persona durante estos disturbios. Por su parte, Eduardo Montealegre siguió insistiendo en proclamar que él ganó las elecciones en Managua y se negó a reconocer los resultados dados por el Consejo Supremo Electoral. El Partido Liberal Constitucionalista solicitó un recuento a nivel nacional de la totalidad de los votos con la presencia de observadores internacionales.
El 11 de noviembre, el Secretario General de la OEA, José Miguel Insulza, realizó unas declaraciones expresando su preocupación por las denuncias opositoras y los enfrentamientos callejeros. El Presidente Daniel Ortega denunció una supuesta campaña impulsada por el Departamento de Estado de los Estados Unidos y el Secretario Insulza, para desestabilizar el país. El gobierno venezolano apoyó al gobierno de Nicaragua, al declarar en un comunicado que Insulza debía estar distraído por sus "aspiraciones presidenciales", haciendo referencia a una posible participación de Insulza en la elección presidencial de Chile de 2009. Las denuncias contra Insulza fueron discutidas en la OEA el 20 de noviembre. Nicaragua presentó una moción en contra de Insulza ese día, pero tuvo que retirarla por falta de apoyo. Una moción estadounidense de apoyo a la "gobernabilidad democrática de Nicaragua", tampoco contó con apoyo de los países miembros de la OEA.
El 12 de noviembre, decenas de vándalos portando banderas y pañoletas rojinegras del gobernante Frente Sandinista de Liberación Nacional (FSLN), incursionaron en el Centro Comercial Metrocentro donde a punto de piedras y garrotes destruyeron y saquearon varios vehículos.
En la madrugada del 13 de noviembre, por lo menos tres personas atacaron a un periodista de la emisora radial Nueva Radio Ya. Los asaltantes emboscaron al periodista, lo acuchillaron y quemaron su camioneta, además intentaron lanzar su víctima al vehículo en llamas antes de huir. La radio responsabilizó a simpatizantes de la oposición de haber perpetrado este ataque.
El 14 de noviembre, el Centro Carter solicitó al CSE una revisión de los resultados electorales con la participación de todos los partidos y los observadores. Este llamado del Centro Carter se unió a otro realizado antes por la iglesia católica.
El 14 de enero de 2009, grupos cívicos presentaron cien mil firmas ante el CSE, solicitando el recuento de los votos. Para finales de mayo, este proceso todavía no se había realizado.
El Consejo Supremo Electoral nunca ha publicado el resultado definitivo oficial de las elecciones municipales de 2008 con todos los datos de cada una de las Juntas Receptivas de Voto de Nicaragua. En especial nunca informó sobre los votos absolutos obtenidos en todas las Juntas Receptivas de Voto por los partidos que participaron en esas elecciones.